# Кинески Тајпеј на Светском првенству у атлетици на отвореном 2017.
Кинески Тајпеј је учествовао на Светском првенству у атлетици на отвореном 2017. одржаном у Лондону од 4. до 13. августа шеснаести пут, односно учествовао је на свим првенствима до данас. Репрезентацију Кинеског Тајпеја чинило је 2 такмичара (1 мушкарца и 1 жене) који су се такмичили у 2 дисциплине (1 мушка и 1 женска).,
На овом првенству представници Кинеског Тајпеја нису освојили ниједну медаљу нити су остварили неки резултат.

## Учесници
| Мушкарци: - Cheng Chao-tsun — Бацање копља | Жене: - Chien-Ho Hsieh — Маратон |  |

## Резултати

### Мушкарци
| Атлетичар       | Дисциплина   | Лични рекорд | Квалификације | Квалификације | Полуфинале | Полуфинале | Финале               | Финале       | Детаљи |
| Атлетичар       | Дисциплина   | Лични рекорд | Резултат      | Место         | Резултат   | Место      | Резултат             | Место        | Детаљи |
| --------------- | ------------ | ------------ | ------------- | ------------- | ---------- | ---------- | -------------------- | ------------ | ------ |
| Cheng Chao-tsun | Бацање копља | 86,92 НР     | 77,87         | 10. у гр. А   |            |            | Није се квалификовао | 22 / 31 (32) |        |

### Жене
| Атлетичарка    | Дисциплина | Лични рекорд | Квалификације | Квалификације | Полуфинале | Полуфинале | Финале             | Финале             | Детаљи |
| Атлетичарка    | Дисциплина | Лични рекорд | Резултат      | Место         | Резултат   | Место      | Резултат           | Место              | Детаљи |
| -------------- | ---------- | ------------ | ------------- | ------------- | ---------- | ---------- | ------------------ | ------------------ | ------ |
| Chien-Ho Hsieh | Маратон    | 2:43:25      |               |               |            |            | Није завршила трку | Није завршила трку |        |